# Tlenek wolframu(VI)
Tlenek wolframu(VI), tritlenek wolframu, WO
3 – nieorganiczny związek chemiczny z grupy tlenków kwasowych, w którym wolfram występuje na VI stopniu utlenienia. Jest to cytrynowe ciało stałe (w wyższej temperaturze, pomarańczowe). Tworzy dwa hydraty: monohydrat WO
3·H
2O i dihydrat WO
3·2H
2O.

## Budowa
Struktura krystaliczna trójtlenku wolframu jest zależna od temperatury. Może on przyjmować następujące struktury:
- tetragonalną, w temperaturze powyżej 740 °C
- rombową, w temperaturze od 330–740 °C
- jednoskośną, w temperaturze od 17–330 °C
- trójskośną, w temperaturze poniżej 17 °C.

## Otrzymywanie
Otrzymuje się go w wyniku ogrzewania związków wolframu w atmosferze tlenu.

## Właściwości
Tritlenek wolframu nie rozpuszcza się w wodzie ani w kwasach. Dobrze rozpuszcza się w zasadach, tworząc wolframiany.

## Zastosowanie
Znalazł zastosowanie w przemyśle, przy produkcji luminoforu stosowanego w telewizorach, jako pigment do farb.